# خیوریاک
خیوریاک (به لاتین: Khyuryak) یک منطقهٔ مسکونی در روسیه است که در داغستان واقع شده‌است.